# Сехетень (комуна)
Сехетень, Сехетені (рум. Săhăteni) — комуна у повіті Бузеу в Румунії. До складу комуни входять такі села (дані про населення за 2002 рік):
- Істріца-де-Жос (351 особа)
- Вінтілянка (975 осіб)
- Геджень (491 особа)
- Сехетень (1559 осіб) — адміністративний центр комуни

Комуна розташована на відстані 74 км на північний схід від Бухареста, 26 км на південний захід від Бузеу, 125 км на захід від Галаца, 99 км на південний схід від Брашова.

## Населення
За даними перепису населення 2002 року у комуні проживали 3376 осіб.
Національний склад населення комуни:
| Національність   | Кількість осіб | Відсоток |
| ---------------- | -------------- | -------- |
| румуни           | 3371           | 99,9%    |
| угорці           | 2              | 0,1%     |
| цигани           | 2              | 0,1%     |
| росіяни-липовани | 1              | < 0,1%   |

Рідною мовою назвали:
| Мова      | Кількість осіб | Відсоток |
| --------- | -------------- | -------- |
| румунська | 3374           | 99,9%    |
| угорська  | 2              | 0,1%     |

Склад населення комуни за віросповіданням:
| Релігія       | Кількість осіб | Відсоток |
| ------------- | -------------- | -------- |
| православні   | 3337           | 98,8%    |
| п'ятдесятники | 34             | 1,0%     |
| адвентисти    | 3              | 0,1%     |
| лютерани      | 1              | < 0,1%   |
| атеїсти       | 1              | < 0,1%   |